# Karakalpaks
Het Karakalpaks (eigen benaming: Qaraqalpaq tili) is een noordwestelijke Turkse taal. Andere benamingen zijn Karaklobuk, Çorny, Klobouki en uit de Turkse Turkologie Qaraqalpaq Türkçesi en/of Karakalpak Türkçesi (Karakalpak-Turks). De nauwst verwante talen zijn het Kazachs en het Nogai.
Karakalpak kent meerdere dialecten: Noordoostelijk Karakalpak en Zuidwestelijk Karakalpak zijn de belangrijkste, naast een aantal mix-dialecten met bijvoorbeeld Turkmeens, Oezbeeks en Kazachs.

## Verspreidingsgebied
De taal wordt als moedertaal gesproken door de Karakalpakken in Karakalpakië, een autonome republiek in Oezbekistan. Binnen dit gebied wordt het voornamelijk gesproken langs de benedenloop van de Amu Darja en aan de zuidrand van het Aralmeer. Het totale aantal mensen dat aangaf moedertaalspreker te zijn, bedroeg bij de volkstelling van 1989 398.573, terwijl 1314 mensen toen aangaven de taal als tweede taal te gebruiken. In 1993 werd het aantal sprekers op 407.000 geschat. Verder zijn er nog kleine groepen sprekers in Noord-Afghanistan, Kazachstan, Kirgizië en Turkmenistan.

## Geschiedenis
Evenals bij alle Turkse volkeren diende ook bij het Karakalpakken het Kiptsjak-Tataars lange tijd als spreektaal, totdat deze in de 15e eeuw werd vervangen door het Tsjagatai, doordat Timoer Lenk het gebied veroverde.
Het ontstaan van de Karakalpakse autonome oblast in 1924 zorgde ervoor dat het Karakalpaks de status van aparte taal kreeg. De taal werd tot 1928 geschreven in een aangepast Arabisch alfabet. Daarna werd van 1928 tot 1940 in een aangepast Latijns alfabet gebruikt (met een aantal extra tekens). Daarna werd het geschreven in een aangepast Cyrillisch alfabet (met een aantal extra tekens). Na het uiteenvallen van de Sovjet-Unie kwam er echter een stroming op gang om het Latijnse alfabet weer te gebruiken. De eerste versie van dit alfabet stamt uit 1994. In 1997 werd een nieuw Latijns alfabet aangenomen, dat "Nieuw Turks alfabet" werd genoemd, maar dat wel gebruikmaakt van diakritische teken boven de letters. In 2006 werd de uiteindelijke versie in gebruik genomen.

## Autonomie van de taal

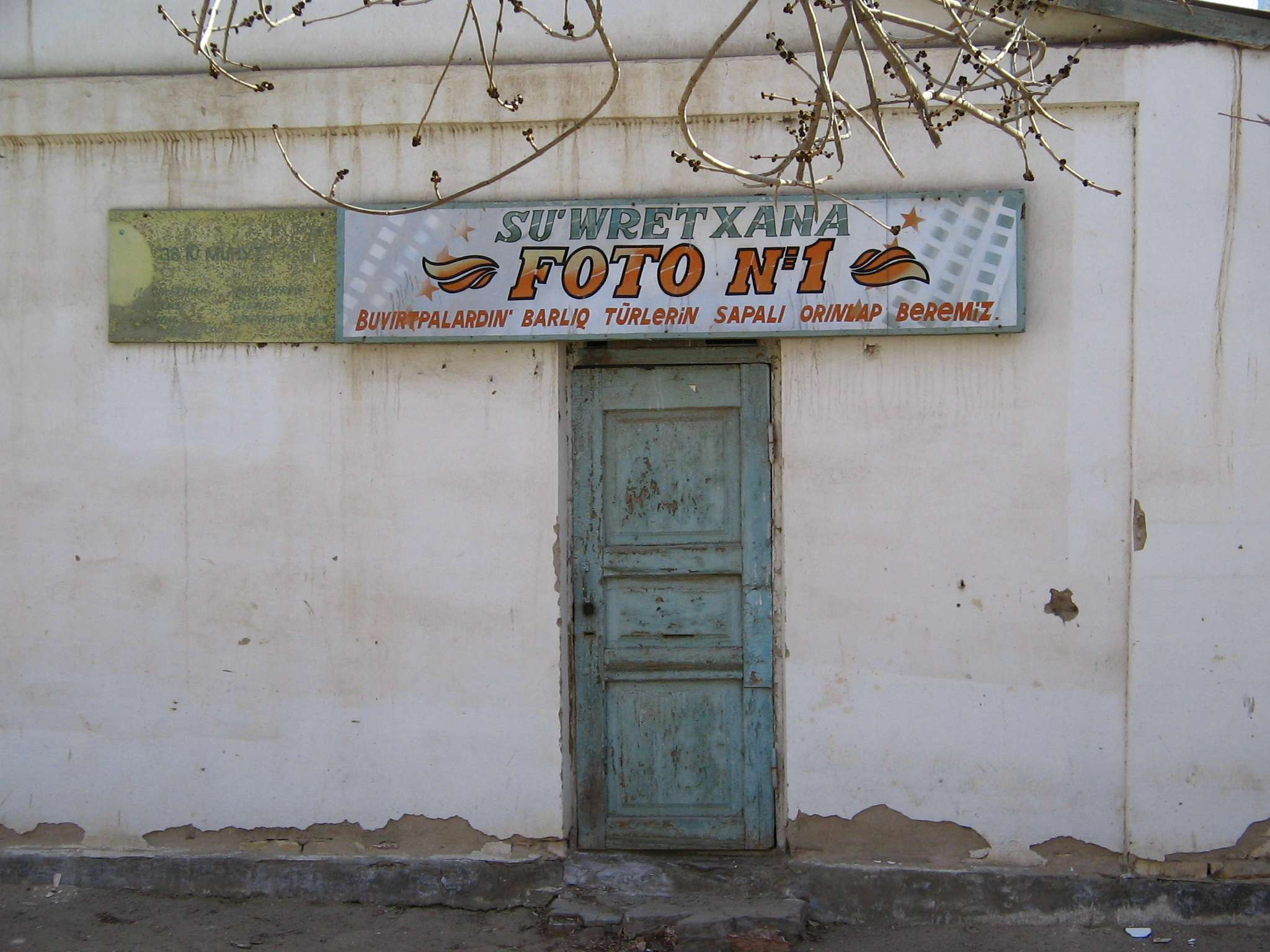
Opschrift in het Karakalpaks

De taal staat onder invloed van het Oezbeeks. Een lexicologisch voorbeeld is het opduiken van Arabische woorden in het Karakalpaks die eerder opnieuw werden geïntroduceerd in het Oezbeeks. Dit zou als oorzaak kunnen hebben dat de sprekers van Karakalpaks slechts iets meer dan 30% van de bevolking omvatten in Karakalpakië en in het dagelijks leven mogelijk veel in aanraking komen met het Oezbeeks dat ook als ambtelijke taal wordt gebruikt in de republiek Karakalpakië (naast het Karakalpaks). Het aantal sprekers van Oezbeeks in de republiek bedraagt ongeveer hetzelfde aantal als het aantal sprekers van Karakalpaks. Na 1989 is er echter geen census meer gehouden in het gebied, waardoor actuele cijfers ontbreken.
Op politieke wijze is er sprake van beïnvloeding van het alfabet. Bij de invoering van het eerste nieuwe Latijnse alfabet was nog sprake van een onafhankelijke keuze voor een Latijns alfabet dat sterk op het Turkse alfabet leek. In 1995, bij de eerste herziening van dit alfabet, bleek dat veel doorgevoerde veranderingen dezelfde waren als veranderingen die waren doorgevoerd in het Oezbeekse alfabet een half jaar eerder. Besluitvorming over de inhoud van linguïstieke veranderingen van Karakalpaks vindt allereerst plaats in de Oezbeekse hoofdstad Tasjkent door het nationale parlement de Olii Majlis, voordat het parlement in Karakalpakië er iets over mag zeggen. De autonomie van de taal is hierdoor langzaam bezig minder te worden.
De taal zou echter waarschijnlijk veel slechter af geweest zijn als de keuze was gemaakt door de bevolking om het gebied bij de Kazachse SSR te voegen toen ze in de jaren dertig van de twintigste eeuw daartoe de keuze hadden. Het Karakalpaks had in dat geval een veel grotere kans gehad om door het nauw verwante en veel grotere Kazachs te worden overheerst en te verdwijnen als onafhankelijke taal.